# Чемпионат малых стран Европы по волейболу среди женщин 2024
18-й чемпионат малых стран Европы по волейболу среди женщин (чемпионат Ассоциации малых стран ЕКВ) прошёл с 31 мая по 2 июня 2024 года в Серравалле (Сан-Марино) с участием 4 национальных сборных команд. Чемпионский титул во 2-й раз в своей истории выиграла сборная Шотландии.

## Команды-участницы
- Ирландия
- Сан-Марино
- Северная Ирландия
- Шотландия

## Формула розыгрыша
Турнир состоял из однокругового турнира, по результатам которого определена итоговая расстановка мест.
Первичным критерием при распределении мест является общее количество побед. При равенстве этого показателя в расчёт последовательно берутся количество очков, соотношение партий, мячей, результаты личных встреч. За победы со счётом 3:0 и 3:1 команды получают по 3 очка, за победы 3:2 — по 2 очка, за поражения 2:3 — по 1 очку, за поражения 0:3 и 1:3 очки не начисляются.

## Результаты
| М | Команда           | 1   | 2   | 3   | 4   | И | В | П | С/П | О |
| - | ----------------- | --- | --- | --- | --- | - | - | - | --- | - |
| 1 | Шотландия         |     | 3:0 | 3:1 | 3:0 | 3 | 3 | 0 | 6:1 | 9 |
| 2 | Сан-Марино        | 0:3 |     | 3:0 | 3:0 | 3 | 2 | 1 | 6:3 | 6 |
| 3 | Ирландия          | 1:3 | 0:3 |     | 3:2 | 3 | 1 | 2 | 4:8 | 2 |
| 4 | Северная Ирландия | 0:3 | 0:3 | 2:3 |     | 3 | 0 | 3 | 2:9 | 1 |

31 мая
Шотландия — Ирландия 3:1 (25:9, 21:25, 25:23, 25:17).
Сан-Марино — Северная Ирландия 3:0 (25:12, 25:15, 25:23).
1 июня
Шотландия — Северная Ирландия 3:0 (25:14, 25:13, 25:19).
Сан-Марино — Ирландия 3:0 (25:16, 25:13, 25:13).
2 июня
Ирландия — Северная Ирландия 3:2 (23:25, 25:18, 23:25, 25:23, 15:12).
Шотландия — Сан-Марино 3:0 (25:20, 25:16, 30:28).

## Итоги

### Положение команд
| Шотландия            |
| Сан-Марино           |
| Ирландия             |
| 4. Северная Ирландия |

### Призёры
Шотландия: Джессика Бёрнс, Эллен Рэнклин, Алексис Краси, Карли Маррей, Каролина Вроблевска, Лора Макриди, Эми-Мирейлья Муньос, Эмма Уэлди, Анна Ричардсон, Рэвин Джилл, Шона Фрэзер, Лиза Уэлди, Саманта Фоулер. Главный тренер — Дэниэл Трейлор.
  Сан-Марино: Роза Муччоли, Джорджия Гуэрра, Арианна Меникуччи, Вероника Ренци, Анна Вазелли, Анна Росси, Аличе Пазолини, Аличе Педрелли, Камилла Казадеи, Линда Риччотти, Аурора Лаццари, Анита Магалотти, Федерика Тура, Матильде Стефанелли. Главный тренер — Кристиано Лукки.
  Ирландия: Ройсин Роантри, Эмили Фрэзелл, Регина Хэлпин, Софи Куинливэн-Нолан, Эмма Бирн, Сильвия Гомес, Эми О’Салливан, Лора Коннолли, Элис Уайнн, Мария Джонс, Грейс Молони, Карли Донахи, Джиллиан Суини, Кэтриона Ни Риордан. Главный тренер — Марк Делаханти.

### Индивидуальные призы
- MVP:  Алексис Краси.
- Лучшая нападающая-доигровщица:  Шона Фрэзер.
- Лучшая центральная блокирующая:  Сильвия Гомес.
- Лучшая связующая:  Эмма Уэлди.
- Лучшая диагональная нападающая:  Федерика Тура.
- Лучшая либеро:  Аличе Пазолини.